# Parathyasira dearborni
Parathyasira dearborni is een tweekleppigensoort uit de familie van de Thyasiridae. De wetenschappelijke naam van de soort is voor het eerst geldig gepubliceerd in 1965 door Nicol.